# عواتك
العواتك مصطلح لجدات الرسول محمد لرواية عنه ﷺ أنه قال «أنا ابن العواتك أنا ابن الفواطم كلهن طاهرات سيدات»

## العواتك
العواتك: جمع عاتكة، وأصل العاتكة المتضمخة بالطيب، ونخلة عاتكة: لا تأتبر، أي لا تقبل الإبار وهي الصلود تحمل الشيص، والعاتكة: القوس إذا قدمت واحمرت، ومعنى اسم عاتكة في قاموس معاني الأسماء: المضمَّخة بالطيب، التي اصطبغ وجهها بالحمرة من أثر الطيب، الجميلة الكريمة، المتقبلة
قال ابن بري: والعواتك اللاتي ولدنه أي النبي محمد اثنتا عشرة: اثنتان من قريش، وثلاث من سليم هن اللواتي أسميناهن، واثنتان من عدوان وكنانية وأسدية وهذلية وقضاعية وأزدية

### منقريش
- عاتكة بنت هلال بن أهيب بن ضبة بن الحارث بن فهر.
- عاتكة بنت غالب بن فهر.

### منبني سليم
- عاتكة بنت مرة بن هلال بن فالج بن ذكوان بن ثعلبة بن بهيئة.
- عاتكة بنت جابر بن قنفذ بن مالك بن عوف بن امرئ القيس بن بهيئة.
- عاتكة بنت عصية بن خفاف بن مرئ القيس بن بهيئة.

### منعدوان
- عاتكة بنت عامر بن الظرب بن عمرو بن عياذ بن يشكر بن عدوان.
- عاتكة بنت عدوان بن قيس عيلان.

### منكنانة
- عاتكة بنت يخلد بن نضر بن كنانة.

### منهذيل
- عاتكة بنت سعد بن هذيل.

### منالأزد
- عاتكة بنت أزد بن الغوث بن نبت.

### منقضاعة
- عاتكة بنت رشدان بن قيس بن جهينة بن زيد بن ليث بن سود بن أسلم بن الحاف.